# Rudolf Linge
Rudolf Linge (* 7. Juli 1921 in Heiligenstadt; † 3. Oktober 1986 ebenda) war ein deutscher Schriftsteller und Verlagslektor.

## Leben
Der Sohn eines Friseurmeisters absolvierte eine Lehre im väterlichen Betrieb und nahm als Soldat am Zweiten Weltkrieg teil. Nach Kriegsende begann er, sich schriftstellerisch zu betätigen. Ab 1960 war er als Lektor im Verlag F. W. Cordier tätig. Nach der Enteignung des Verlags und dessen Eingliederung in den St. Benno Verlag war er hier ab 1972 in gleicher Funktion tätig. Bei St. Benno war 1962 in einer Buchreihe über katholische Dichter auch sein Debütroman erschienen.
Neben Prosawerken war er an Sammelbänden beteiligt und war zeitweise Mitherausgeber der bei den Katholiken in der DDR populären Marien- bzw. Hausbücher. Als Regionalhistoriker veröffentlichte er Werke über die religiösen Traditionen des Eichsfeldes und eine Sammlung regionaler Sagen und Legenden.

## Werke
- Das Leben ist reicher, Roman, Buchreihe Katholische Dichter unserer Zeit, Band 10, Leipzig 1962.
- Vom Lob der Dinge (mit Paul Julius Kockelmann), Leipzig 1967.
- Gäste in der Nacht. Polnische Erzählungen, 2. Auflage, Leipzig 1967.
- Situationen. Erzählungen, Leipzig und Heiligenstadt 1968. Neuauflage Leipzig 1970.
- Die Sündensuppe, Erzählungen, Leipzig 1969.
- Momente. Bilder u. Gleichnisse, 2. Auflage, Leipzig und Heiligenstadt 1972.
- Alt-Heiligenstadt und seine Kirchen, 2. Auflage, Leipzig 1974.
- Kirche und Glauben im Eichsfeld (mit Peter Schmidt), 3. Auflage, Leipzig und Heiligenstadt 1975.
- Pater Joseph Kentenich. Leben u. Werk, Leipzig 1985.

### Herausgeberschaft (Auswahl)
- Aus Liebe zur Kirche. Beiträge zur Spiritualität der Schönstattfamilie, Leipzig 1984 (Parallelausgabe Vallendar 1984, ISBN 978-3-87620-097-2).
- Der Hahn auf dem Kirchturm, die schönsten Sagen, Legenden und Geschichten vom Eichsfeld, 3. Auflage, Leipzig und Heiligenstadt 1984.
- Sein ist alle Zeit, Jahr des Herrn 1983 (Mitherausgeber), Leipzig 1982.
- Vom Angebot des Glaubens / Jahr des Herrn 1984 (Mitherausgeber), Leipzig 1983.
- Die Bibel – das Buch der Jahrtausende / Jahr des Herrn 1985 (Mitherausgeber), Leipzig 1984.
- In leuchtender Spur – Vom Wirken des Heiligen Geistes / Jahr des Herrn 1986 (Mitherausgeber), Leipzig 1985.
- Leben in wachsenden Ringen, Teil I / Jahr des Herrn 1987 (Mitherausgeber), Leipzig 1986, ISBN 978-3-7462-0064-4.
- Leben in wachsenden Ringen, Teil II / Jahr des Herrn 1988 (Mitherausgeber), Leipzig 1987, ISBN 978-3-7462-0169-6.